# Droga wojewódzka 547
Die Droga wojewódzka 547 (DW 547) ist eine zwei Kilometer lange Droga wojewódzka (Woiwodschaftsstraße) in der polnischen Woiwodschaft Kujawien-Pommern, die den Bahnhof Grudziądz Owczarki mit der Droga krajowa 16 verbindet. Die Strecke liegt in der Kreisfreien Stadt Grudziądz.

## Streckenverlauf
Woiwodschaft Kujawien-Pommern, Kreisfreie Stadt Grudziądz
-  Grudziądz (Graudenz) (A 1, DK 16, DK 55, DK 95, DW 207, DW 498, DW 514, DW 534)